# Quincy (Washington)
Quincy é uma cidade localizada no estado norte-americano de Washington, no Condado de Grant.

## Demografia
Segundo o censo norte-americano de 2000, a sua população era de 5044 habitantes.
Em 2006, foi estimada uma população de 5585, um aumento de 541 (10.7%).

## Geografia
De acordo com o United States Census Bureau tem uma área de
5,8 km², dos quais 5,8 km² cobertos por terra e 0,0 km² cobertos por água. Quincy localiza-se a aproximadamente 397 m acima do nível do mar.

## Localidades na vizinhança
O diagrama seguinte representa as localidades num raio de 32 km ao redor de Quincy.